# Дарнелл, Линда
Линда Дарне́лл (англ. Linda Darnell, 16 октября 1923 — 10 апреля 1965) — американская актриса.

## Карьера
Монетта Элойз Дарнелл (англ. Monetta Eloyse Darnell) родилась 16 октября 1923 года в Далласе (штат Техас, США) в семье Калвина Дарнелла и Пёрл Браун. Всего в семье супругов было четверо детей, а у матери Дарнелл было ещё двое детей от предыдущего брака. Мать будущей актрисы всегда хотела, чтобы её дочь работала в индустрии развлечений, и была уверена, что только она из всех её детей имеет талант.
Её карьера началась ещё в детстве — с 11 лет она работала моделью, а с 13 лет начала играть на театральной сцене. Вскоре её заметил один из голливудских агентов и пригласил в Лос-Анджелес, но там обнаружилось, что Дарнелл солгала о своём возрасте и была отправлена домой.
В 1939 году она вернулась в Голливуд и её карьера стала стремительно развиваться. Вскоре она появилась в таких фильмах как «Кровь и песок» (1941), «Песня Бернадетт» (1943), «Буффало Билл» (1944) и в других.
Наибольшего успеха она достигла к концу 1940-х годов, после того как появилась в фильмах «Амбер навсегда» (1947), «Только ваш» (1948) и «Письмо трём жёнам» (1949). Несмотря на успешную карьеру и множество заметных, известных ролей, актриса никогда не была ни номинанткой, ни лауреатом каких-либо кинопремий, что во многом сказалось на её дальнейшей карьере. Из-за алкоголизма и избыточного веса с начала 1950-х годов Дарнелл почти перестала сниматься.

## Личная жизнь
Дарнелл трижды была замужем и имела одного ребёнка.
Первый муж — Джей Певерелл Марли (1943—1951), кинооператор. В этом браке появился единственный ребёнок актрисы — приёмная дочь Шарлотта Милдред Марли (в браке — Адамс; род.1945).
Второй муж — Филипп Либманн (1954—1955), бизнесмен.
Третий муж — Мерл Рой Робертсон (1957—1963), пилот.
41-летняя Линда Дарнелл скончалась 10 апреля 1965 года от ожогов, полученных на пожаре в своём доме в деревне Гленвью (штат Иллинойс, США), где она находилась с дочерью и друзьями. Как сообщалось, сначала из горящего дома была спасена дочь Дарнелл, а затем попыталась спастись и сама Дарнелл — она доползла до двери и попыталась открыть дверь, но не смогла — дверная ручка была слишком горячей.
Она была удостоена звезды на Голливудской аллее славы на Вайн-стрит 1631.

## Избранная фильмография
| Год  |   | Русское название       | Оригинальное название     | Роль                                             |
| ---- | - | ---------------------- | ------------------------- | ------------------------------------------------ |
| 1940 | ф | Знак Зорро             | Mark of Zorro, The        | Лолита Кинтеро                                   |
| 1941 | ф | Кровь и песок          | Blood and Sand            | Кармен Эспоноза                                  |
| 1943 | ф | Песня Бернадетт        | The Song of Bernadette    | Дева Мария (нет в титрах)                        |
| 1944 | ф | Буффало Билл           | Buffalo Bill              | Доун Старлайт                                    |
| 1944 | ф | Летняя буря            | Summer Storm              | Ольга Кузьминична Арбенина                       |
| 1945 | ф | Падший ангел           | Fallen Angel              | Стелла                                           |
| 1945 | ф | Площадь похмелья       | Hangover Square           | Стелла                                           |
| 1946 | ф | Анна и король Сиама    | Anna and the King of Siam | Таптим                                           |
| 1946 | ф | Моя дорогая Клементина | My Darling Clementine     | Чиуауа                                           |
| 1947 | ф | Амбер навсегда         | Forever Amber             | Амбер Сент-Клэр                                  |
| 1948 | ф | Только ваш             | Unfaithfully Yours        | Дафни де Картер                                  |
| 1949 | ф | Письмо трём жёнам      | A Letter to Three Wives   | Лора Мэй Холлингсвэй                             |
| 1950 | ф | Выхода нет             | No Way Out                | Эди Джонсон/миссис Джон Биддл                    |
| 1951 | ф | Тринадцатое письмо     | The 13th Letter           | Дениз Турнёр                                     |
| 1952 | ф | Пират Чёрная Борода    | Blackbeard the Pirate     | Эдвина Мэнсфилд, племянница пирата Генри Моргана |
| 1952 | ф | Ночь без сна           | Night Without Sleep       | Джули Бэннон                                     |
| 1953 | ф | Второй шанс            | Second Chance (film)      | Клэр Шепперд                                     |